# مارك تي فاندي هاي
مارك تي فاندي هاي (مواليد 10 نوفمبر 1966) هو ضابط متقاعد بالجيش الأمريكي ورائد فضاء حالي في وكالة ناسا.